# Bautenstandsbericht
Ein Bautenstandsbericht ist ein Bericht über den Stand der Arbeiten bei der Errichtung eines Bauwerks. Er gibt Auskunft über den Fertigstellungsgrad der Immobilie und dient dem Bauherren als Nachweis, dass die veranschlagten Kosten eingehalten werden und dem Baufinanzierer, dass die angeforderten Abschlagszahlungen dem Bautenstand entsprechen. Er wird von dem mit der Bauleitung beauftragten sachverständigen Dritten, z. B. einem Architekten, gefertigt, unterzeichnet und mit einer Fotodokumentation versehen.
Bautenstandsberichte sind üblicherweise Bestandteil des vom Bauherrn abgeschlossenen Vertrages mit dem Bauunternehmer oder dem Architekten, weshalb ihnen Drittschutzwirkung gegenüber dem Bauherrn bzw. gegenüber dem Baufinanzierer zukommt. Unrichtige Bautenstandsberichte können daher eine Haftung des Erstellers auslösen.

## Belege
1. ↑  BGH-Urteil vom 25. September 2008, Az. VII ZR 35/07, NJW 2009 S. 217 (zu Architekten); OLG Celle, Urteil vom 19. November 2009, Az. 8 U 29/09, DB 2010 S. 335 (zu Bauunternehmen).